# Trayectoria (mecánica de fluidos)
En mecánica de fluidos, meteorología (clima) y oceanografía, una trayectoria traza el movimiento de un único punto, a menudo llamado parcela, en el flujo.
Las trayectorias son útiles para el seguimiento de contaminantes atmosféricos, como los penachos de humo, y como componentes de simulaciones lagrangianas, como la advección de contornos o los esquemas semilagrangianos.
Supongamos que tenemos un campo de flujo variable en el tiempo, {\displaystyle {\vec {v}}({\vec {x}},~t)}. El movimiento de una parcela de fluido, o trayectoria, viene dado por el siguiente sistema de ecuaciones diferenciales ordinarias:
{\displaystyle {\frac {d{\vec {x}}}{dt}}={\vec {v}}({\vec {x}},~t)}
Aunque la ecuación parece sencilla, hay al menos tres problemas a la hora de resolverla numéricamente. El primero es el esquema de integración. Normalmente es un Runge-Kutta, aunque también pueden ser útiles otros, como el método del salto de rana. El segundo es el método de determinación del vector velocidad, {\displaystyle {\vec {v}}} en una posición dada, {\displaystyle {\vec {x}}}, y tiempo, t. Normalmente, no se conoce en todas las posiciones y tiempos, por lo que se requiere algún método de interpolación. Si las velocidades están cuadriculadas en el espacio y el tiempo, entonces la interpolación lineal bilineal, trilineal o de dimensiones superiores es apropiada. También se utiliza la interpolación bicúbica, tricúbica, etc., pero probablemente no merezca la pena la sobrecarga computacional adicional.
Los campos de velocidad pueden determinarse por medición, por ejemplo, a partir de globos meteorológicos, de modelos numéricos o, especialmente, de una combinación de ambos, por ejemplo, modelos de asimilación.
Por último, las correcciones métricas. Éstas son necesarias para los flujos de fluidos geofísicos en una Tierra esférica. Las ecuaciones diferenciales para trazar una trayectoria atmosférica bidimensional en coordenadas longitud-latitud son las siguientes:
{\displaystyle {\frac {d\theta }{dt}}={\frac {u}{r\cos \phi }}}
{\displaystyle {\frac {d\phi }{dt}}={\frac {v}{r}}}
donde, {\displaystyle \theta } y {\displaystyle \phi } son, respectivamente, la longitud y la latitud en radianes, r es el radio de la Tierra, u es el viento zonal y v es el viento meridional.
Uno de los problemas de esta formulación es la singularidad polar: observe cómo el denominador de la primera ecuación llega a cero cuando la latitud es de 90 grados, más o menos. Una forma de superarlo es utilizar un sistema de coordenadas localmente cartesiano cercano a los polos. Otra es realizar la integración en un par de proyecciones acimutales equidistantes, una para el hemisferio norte y otra para el hemisferio sur.
Las trayectorias pueden validarse mediante globos en la atmósfera y boyas en el océano.